# Peugeot Proxima
Pour les articles homonymes, voir Proxima.
La Peugeot Proxima est un prototype concept car futuriste coupé 2+2 de 1986, du constructeur automobile Peugeot,.

## Histoire
Auréolé d'un double titre de champion du monde des rallyes 1985 et 1986 avec sa Peugeot 205 Turbo 16, Peugeot présente ce concept car au Mondial de l'automobile de Paris 1986. Il succède à la Peugeot Quasar de 1984 (premier prototype du constructeur), et précède les Peugeot Oxia de 1988, et Peugeot 905 de 1990... Inspirée d'astronautique, de science-fiction, et de techniques de pointe avant-gardistes des années 1980, elle est baptisée du nom de l’étoile Proxima Centauri, la plus proche du soleil.

Festival de vitesse de Goodwood
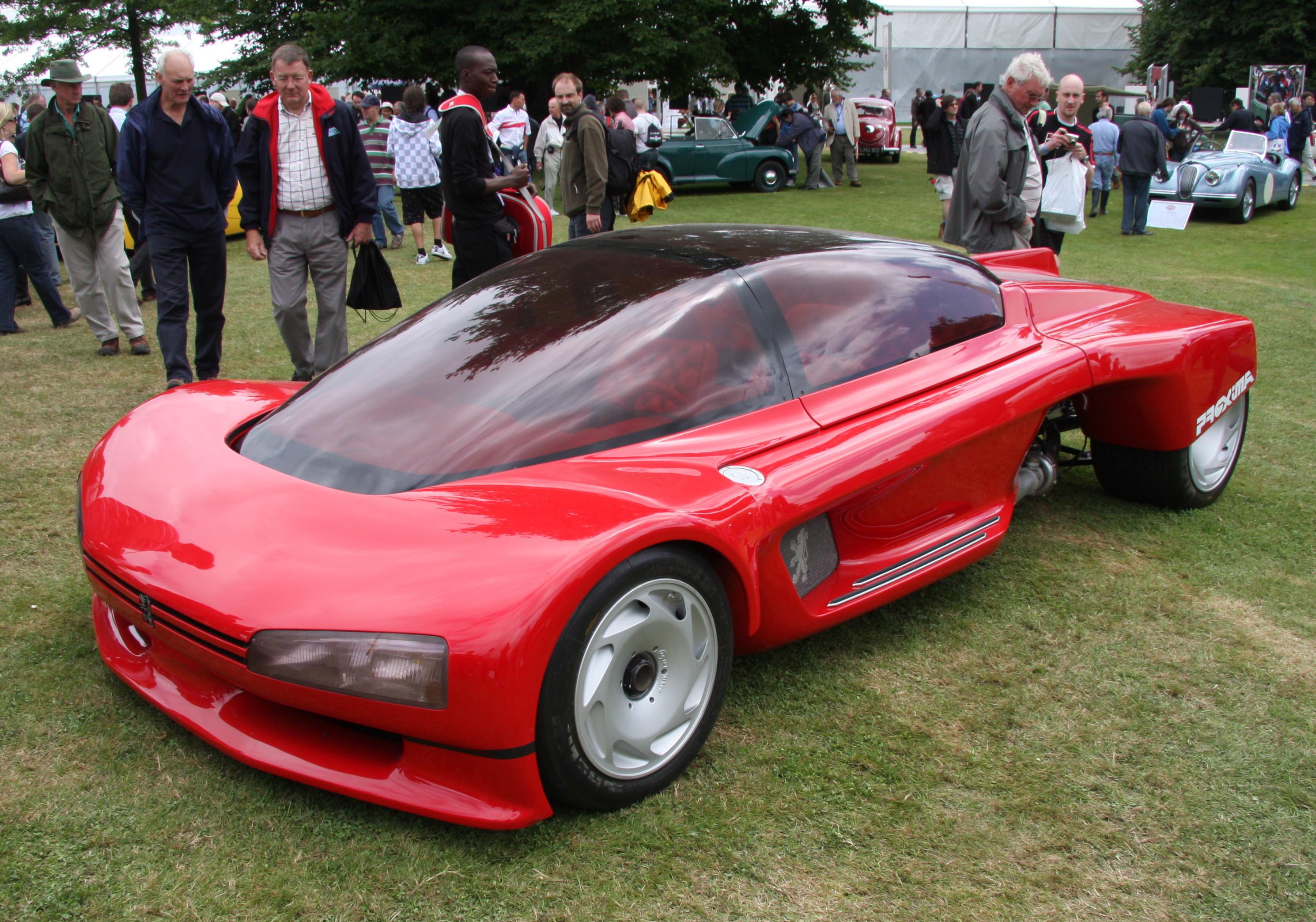
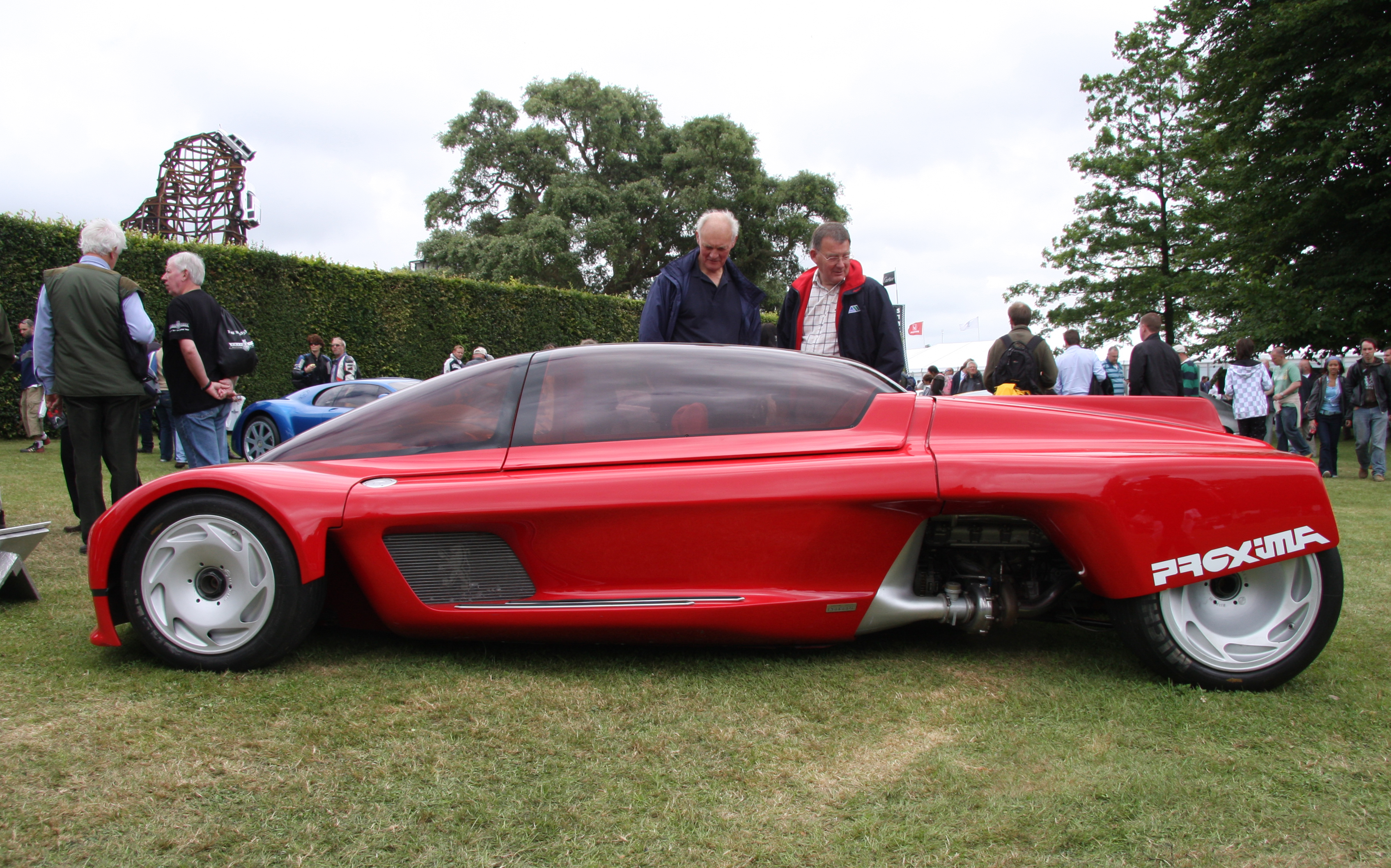
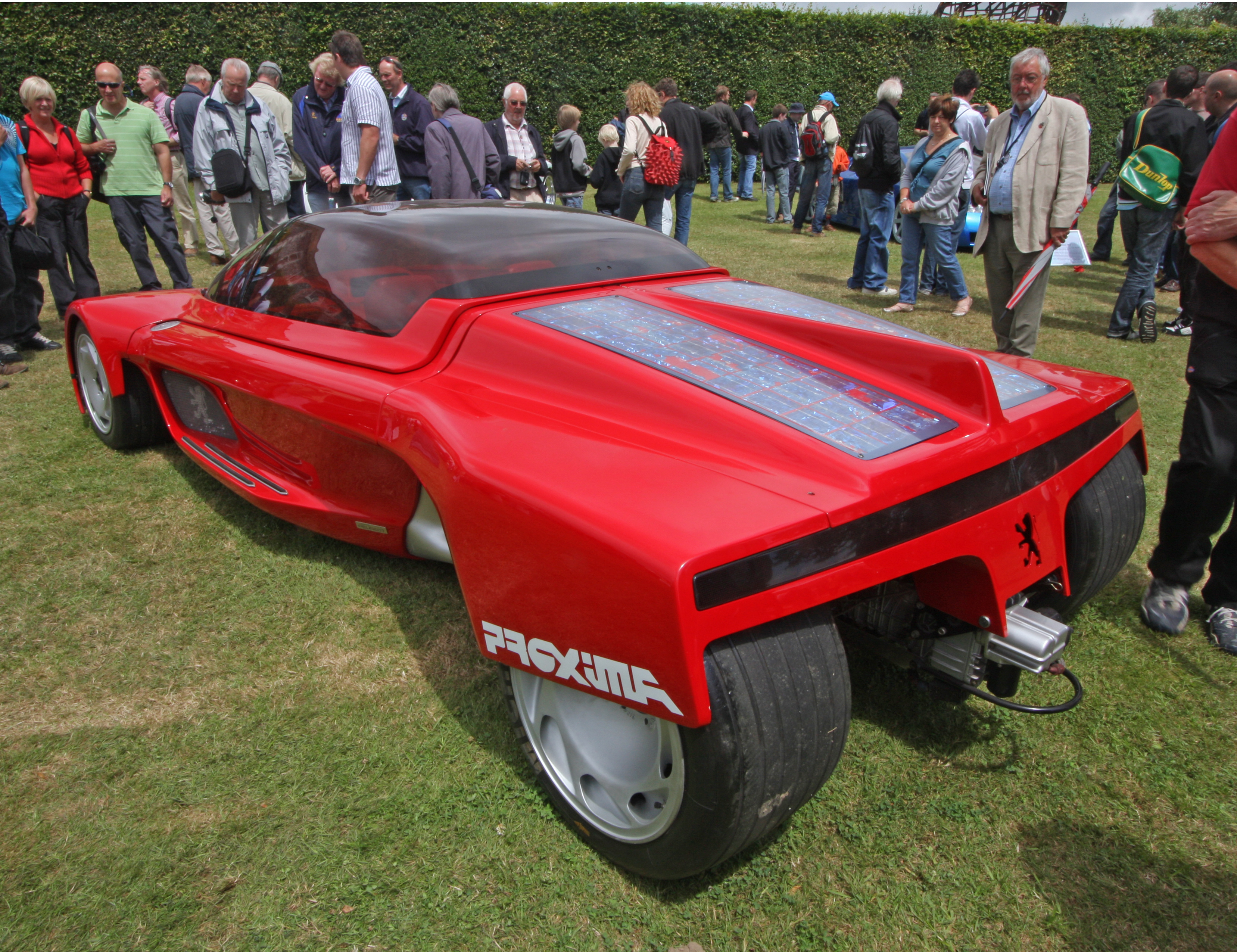

La carrosserie de ce coupé 2+2 de 1 374 kg, est créée par le centre de Style Peugeot et inspirée de l'œuvre du designer Luigi Colani. Elle est composée de matériaux composites, notamment de résines et de fibre de carbone, et d'un important cockpit vitré en polycarbonate.
Le véhicule est motorisé par un moteur V6 bi-turbo, 24 soupapes, de 2 849 cm3, 680 ch, pour une vitesse de pointe de 348 km/h. Une solution d'antipatinage prévoit une adaptation automatique de la transmission entre propulsion et quatre roues motrices lorsqu'un risque de patinage des roues arrière est détecté.
Deux ordinateurs de bord et cinq écrans couleurs haute définition, assiste le conducteur avec un des premiers prototypes de système de navigation par satellite (GPS), cinq caméras, un radar anti-collision, une clé-carte électronique... La chaleur produite par le soleil sur l'important dôme vitré du cockpit est refroidie à l'arrêt par une régulation de température alimentée par panneau solaire[Lequel ?] sur le capot arrière.